# Octàedre truncat
En geometria, l'octàedre truncat és un dels tretze políedres arquimedians, s'obté truncant els sis vèrtex de l'octàedre regular.
Té 14 cares, 6 de les quals són quadrades i 8 hexagonals, cada una de les seves 36 arestes separa una cara quadrada d'una hexagonal i a cadascun dels seus 24 vèrtex hi concorren una cara quadrada i dues cares hexagonals.

## Àrea i volum
Les fórmules per calcular l'àrea A i el volum V d'un octàedre truncat tal que les seves arestes tenen longitud a són les següents:
{\displaystyle A=(6+2{\sqrt {3}})a^{2}}
{\displaystyle V={\begin{matrix}{5 \over 3}\end{matrix}}{\sqrt {2}}a^{3}}

## Desenvolupament pla

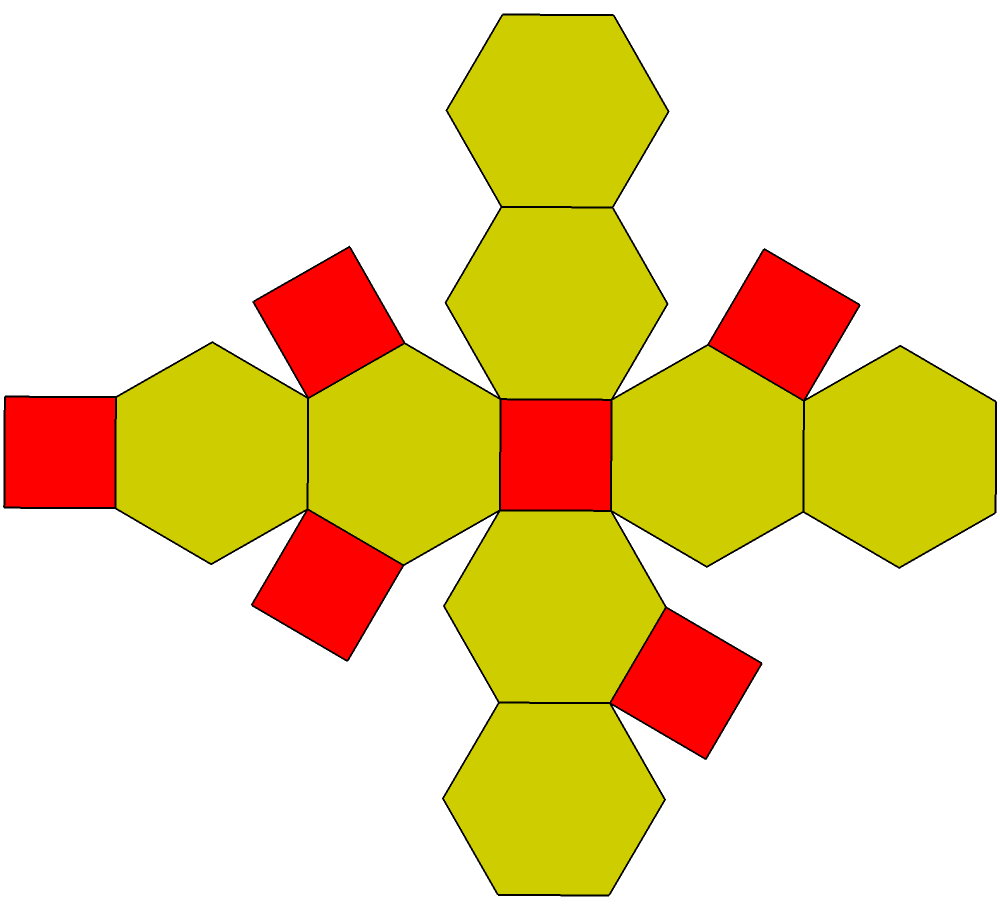
Desenvolupament pla de l'octàedre truncat

## Esferes circumscrita, inscrita i tangent a les arestes
Els radis R, r i {\displaystyle \rho } de les esferes circumscrita, inscrita i tangent a les arestes respectivament són:
{\displaystyle {\begin{aligned}&R={\frac {a{\sqrt {10}}}{2}}\\&r={\frac {9a{\sqrt {10}}}{20}}\\&\rho ={\frac {3a}{2}}\\\end{aligned}}}
On a és la longitud de les arestes.

## Dualitat
El políedre dual de l'octàedre truncat és l'hexàedre triakis.

## Simetries
El grup de simetria del octàedre truncat té 48 elements; el grup de les simetries que preserven les orientacions és el grup octàedric {\displaystyle O\cong S_{4}}. Són els mateixos grups de simetria que pel cub i l'octàedre.

## Políedres relacionats
La següent successió de políedres il·lustra una transició des del cub a l'octàedre passant per l'octàedre truncat:
| cub | cub truncat | cuboctàedre | octàedre truncat | octàedre |